# Jonathan Foss
Jonathan Roland Foss (* 25. Juni 2004) ist ein dänischer Fußballspieler.
Der Verteidiger spielte in der Jugend unter anderem für Odense Boldklub, bevor er nach Belgien zum Club Brügge wechselte. Ab September 2023 spielte Foss in Deutschland für Borussia Mönchengladbach, die ihn zunächst ausgeliehen hatten und in der Folge festverpflichteten. Seit Juli 2025 steht er bei Roda JC Kerkrade unter Vertrag. Zudem ist Foss ein Nachwuchsnationalspieler Dänemarks.

## Karriere

### Vereinsfußball
Jonathan Foss wuchs in der Kirchspielgemeinde Fensmark, 8 Kilometer von Næstved entfernt, sowie im 30 Kilometer entfernten Vordingborg, beide auf der Insel Seeland (dänisch Sjælland) gelegen, auf und spielte anfänglich für Næstved IF sowie bei HB Køge, bevor er nach Fünen zu Odense Boldklub wechselte. In Odense spielte er drei Jahre und wagte dann schließlich den Sprung ins Ausland, wo er einen Vertrag bis 2025 beim belgischen Club Brügge erhielt. Foss kam in Brügge für die zweite Mannschaft Club NXT zum Einsatz, allerdings in lediglich zwei Spielen. Kurz vor Ende des Sommertransferfensters der Saison 2023/24 folgte der Wechsel nach Deutschland in die Bundesliga zur Gladbacher Borussia, die ihn für ein Jahr mit Kaufoption ausliehen. Jonathan Foss kam während seines Leihaufenthaltes in 12 Partien in der zweiten Mannschaft – in der Regionalliga West – zum Einsatz, ehe im Juni 2024 eine Festanstellung in Mönchengladbach erhielt.
Im Juli 2025 wechselte er in die Niederlande zum Zweitligisten Roda JC Kerkrade und unterschrieb einen Vertrag für zwei Spielzeiten, welcher auch eine Option auf eine Verlängerung für ein weiteres Jahr beinhaltet.

### Nationalmannschaft
Jonathan Foss ist parallel zu seiner Karriere in den Vereinsmannschaften auch Nachwuchsnationalspieler Dänemarks und kam für die Skandinavier in den Altersklassen U18 und U20 zum Einsatz.